# Michail Vladimirovič Mišustin
Michail Vladimirovič Mišustin (in russo Михаи́л Влади́мирович Мишу́стин?; Lobnja, 3 marzo 1966) è un politico ed economista russo, dal 16 gennaio 2020 Primo ministro della Federazione Russa.
Ha il grado civile di Consigliere di Stato effettivo della Federazione Russa di 1ª classe.

## Biografia
Suo padre, Vladimir Moiseevich, nato a Polack, in Bielorussia, è di origine ebraica. Si è laureato nel 1989 all'Istituto meccanico-strumentale di Mosca, specializzandosi in Sistemi di progettazione automatizzata, ed ha ottenuto i titoli di ingegnere sistemista, ingegnere ricercatore e dottore in scienze economiche presso l'Università di Plechanov. Dopo essere stato assistente dell'Istituto meccanico dal 1989 al 1992, ha lavorato presso l'organizzazione informatica Meždunarodnyj komp'juternyj klub, e nell'agosto 1998 è stato nominato vicedirettore del Servizio fiscale dello Stato. Dall'anno successivo, con la riorganizzazione della struttura in Ministero, è stato viceministro delle imposte e delle tasse, ricoprendo la carica fino al 2004.
Dal 2004 al 2006 ha diretto l'Agenzia federale del catasto e dal 2007 al 2008 l'Agenzia per la gestione delle zone economiche speciali. Nel 2008 è diventato presidente del gruppo finanziario UFG Invest, e dal 2010 al 2020 è stato direttore del Servizio fiscale federale. Il 15 gennaio 2020 è stato indicato dal Presidente della Federazione Russa Vladimir Putin per il ruolo di Primo ministro. Il giorno successivo la nomina è stata formalizzata dal Capo dello Stato dopo l'approvazione da parte della Duma, che ha confermato la candidatura con 383 voti favorevoli, 41 astensioni e nessun voto contrario. La composizione del governo è stata ufficializzata con decreto presidenziale il 21 gennaio 2020.

## Primo Ministro
Mišustin ha tagliato il bilancio federale dal 2020 al 2022, in corrispondenza del discorso presidenziale del 2020 al Parlamento. Mišustin si è impegnato nell'economia digitale e ha promesso sostegno alle grandi aziende. Ha anche suggerito di creare un database di reddito elettronico comune per i russi, dove verranno monitorati tutti i redditi dei cittadini.
Da febbraio 2020, Mišustin ha iniziato a viaggiare per il Paese per fare una valutazione reale delle condizioni di vita in varie regioni e identificare le questioni su cui è necessario rafforzare il lavoro. Prima dell'inizio della pandemia di coronavirus, Mišustin è riuscito a visitare quattro regioni: Novgorod, Kurgan, Jaroslavl' e Kostroma. Nel luglio 2020, dopo un calo della diffusione attiva del virus e la revoca delle restrizioni legate alla pandemia, Mišustin ha ripreso i suoi viaggi, visitando il Tatarstan.
A seguito delle elezioni presidenziali del 2024 l'esecutivo in carica dal 2020 si è dimesso e Mišustin ha formato come Primo Ministro un nuovo governo.

## Vita privata
È sposato con Vladlena Mišustina e ha tre figli. Gioca a hockey su ghiaccio, è membro del consiglio di sorveglianza del CSKA Mosca e suona il pianoforte.